# Mérignies
Mérignies – miejscowość i gmina we Francji, w regionie Hauts-de-France, w departamencie Nord.
Według danych na rok 1990 gminę zamieszkiwały 1724 osoby, a gęstość zaludnienia wynosiła 200 osób/km² (wśród 1549 gmin regionu Nord-Pas-de-Calais Mérignies plasuje się na 398. miejscu pod względem liczby ludności, natomiast pod względem powierzchni na miejscu 409.).